# 卡斯特罗雷阿莱
卡斯特罗雷阿莱（義大利語：Castroreale），是意大利西西里大区墨西拿廣域市的一个市镇。总面积54平方公里，人口2680人，人口密度49.6人/平方公里（2009年）。ISTAT代码为083016。